# Pod Kółkiem (Zbydniów)
Pod Kółkiem – część wsi Zbydniów w Polsce położona w województwie podkarpackim, w powiecie stalowowolskim, w gminie Zaleszany.